# Terrantez
Terrantez ist eine portugiesische Weißweinsorte, die traditionell für Madeirawein verwendet wird. Terrantez wird trocken, halbtrocken und süß ausgebaut und erzeugt einen mitunter sehr lagerfähigen Wein. Typischstes Geschmacksmerkmal des Terrantez ist sein bitterer Abgang und aschige, verbrannte Kaffeenoten.
Der Terrantez war früher auf Madeira weit verbreitet und auch Basis eines Dessertweins mit demselben Namen. Die Bestände wurden gegen Ende des 19. Jahrhunderts durch die Reblaus drastisch reduziert.  Heute wird die Rebsorte nur noch sehr selten angebaut.

## Ampelographische Sortenmerkmale
In der Ampelographie wird der Habitus folgendermaßen beschrieben:
- Die Triebspitze ist offen. Sie ist weißwollig behaart. Die gelblichen Jungblätter sind spinnwebig behaart.
- Die  Blätter sind entweder nicht gekerbt oder dreilappig.  Die Stielbucht ist U-förmig offen. Das Blatt ist stumpf gezahnt und die Zähne sind im Vergleich mittelgroß
- Die konusförmige Traube ist mittelgroß und dichtbeerig. Die rundlichen Beeren sind mittelgroß und weißlicher Farbe.

Terrantez treibt spät aus, mit guter Pilzresistenz gegen den Mehltau (Echter Mehltau und Falscher Mehltau der Weinrebe). Anfällig ist sie dagegen gegen Grauschimmelfäule. Die Reife der Beeren stellt sich fast 20 Tage nach denen des  Gutedel ein. Die Rebsorte zählt damit zu den mittelspät reifenden Sorten.